# Cleves (Cleves)
Cleves, ou Kleve em alemão, é uma cidade da Alemanha, capital do distrito de Cleves, região administrativa de Düsseldorf, estado da Renânia do Norte-Vestfália. Está situada no noroeste da Renânia do Norte-Vestfália, próxima aos Países Baixos e ao Rio Reno.

## História
O nome Kleve deriva da palavra alemã para penhasco (Kliff), sendo o acidente geográfico onde se encontra o Schwanenburg (Castelo do Cisne), residência dos duques de Cleves. O antigo castelo tem uma grande torre, a Schwanenturm, com 180 pés de altura, a qual é associada com os Cavaleiros do Cisne, imortalizados na ópera Lohengrin, de Richard Wagner.
A Cleves medieval se desenvolveu em quatro partes — o castelo Schwanenburg, o vilarejo abaixo do castelo, a primeira cidade de Cleves no morro Heideberg e a Neustadt ("Nova Cidade"), a partir do século XIV. Em 1242, Cleves foi elevada a cidade. O ducado de Cleves, que corresponde mais ou menos aos atuais distritos de Cleves, Wesel e Duisburg, então unido com o ducado de Mark desde 1368, foi tornado independente em 1417, e posteriormente amalgamado aos ducados vizinhos de Jülich e Berga em 1521, quando João III de Cleves casou-se com Maria, a herdeira de Jülich-Berga-Ravenburgo.
O cidadão mais famoso de Cleves é Ana de Cleves (1515-1557), filha de João III de Cleves e esposa de Henrique VIII de Inglaterra.
A linhagem varonil local extinguiu-se em 1609, quando Cleves se tornou um enclave da Prússia.
As fontes minerais de Cleves e os bosques das redondezas a tornaram um spa no século XIX.
Cleves sofreu com os duros bombardeios durante a Segunda Guerra Mundial, com 90% de seus edifícios tendo sido severamente danificados. Como resultado, pouco da arquitetura anterior a 1945 remanesceu, apesar de o Schwanenburg e da Stiftskirche (uma igreja católica) terem resistido.
Desde 1953, existe uma estação de rádio FM e uma emissora de televisão locais, a WDR, nas imediações de Cleves.